# Ajustes de cuentas
City of Industry (Ajustes de cuentas, en español) es una película de género policial estrenada en 1997, dirigida por John Irvin y protagonizada por Harvey Keitel, Stephen Dorff, Timothy Hutton y Famke Janssen.

## Sinopsis
Un ladrón retirado, Roy Egan (Harvey Keitel), sale de su retiro para ayudar a su hermano más joven, Lee (Timothy Hutton), con un robo de joyas en Palm Springs. Lee y Roy idean un plan para derribar la joyería, y cuentan con dos ayudantes más: un hombre de familia Jorge Montana  (Wade Domínguez), y Skip Kovich (Stephen Dorff). Pero el atraco resulta ser un tragedia porque Skip se vuelve loco y les dispara a todos, matando a Jorge y a Lee. Roy es capaz de escapar y jura vengar la muerte de su hermano con la ayuda de la esposa de Jorge, Rachel Montana (Famke Janssen).

## Reparto
- Harvey Keitel como Roy Egan.
- Stephen Dorff como Skip Kovich.
- Timothy Hutton como Lee Egan.
- Famke Janssen como Rachel Montana.
- Wade Dominguez como Jorge Montana.
- Michael Jai White como Odell Williams.
- Lucy Liu como Cathi Rose.
- François Chau como Tío Luke.
- Dana Barron como Gena.
- Elliott Gould como Harvey.